# Felix Mnthali
Felix Mnthali (născut în 1933 în Rhodesia de Sud) este un poet, romancier și dramaturg din Malawi.